# Johan Daniel Berlin
Johan Daniel Berlin (født 12. maj 1714 i Memel, død 4. november 1787 i Trondhjem) var en norsk komponist, organist og stadsmusikant.
Berlin blev født i det daværende kongerige Preussen i byen Memel, siden 1923 kaldet Klaipėda og tilhørende det nuværende Litauen, og var formentlig af tysk herkomst.
Han studerede tidligt orgelspil hos sin far, Heinrich Berlin. I 1730 kom han til København, hvor han de næste syv år studerede hos stadsmusikant Andreas Berg. Herfra rejste han til Trondhjem, hvor han forblev resten af sit liv. Den 25. oktober 1737 blev han beskikket som stadsmusikant med eneret på at varetage musikopgaver i både privat og offentligt regi. Denne bestilling beholdt han til 1767. Da Nidarosdomen i 1742 fik sit første orgel, blev Berlin udnævnt til organist og bestred denne post til sin død. Han var tillige organist ved Vor Frue Kirke i Trondheim i perioden 1752-61.
I 1744 udgav han den første bog Musicaliske elementer om musikkundskab i Danmark-Norge, der samtidigt er den første af sin art på et nordisk sprog. Bogen bygger i nogen grad på tyske forlæg, men er alligevel personligt præget og tilpasset lokale forhold. I 1767 fik han udgivet skriftet Anleitung zur Tonometrie, oder Wie man durch Hülfe der logarithmischen Rechnung nach der geometrischen Progressionsrechnung die so genannte gleichschwebende musikalische Temperatur leicht und bald ausrechnen kann.
Hans talent rakte langt videre end musikken. Han var autodidakt i matematik, fysik og tegning og tillige udstyret med praktisk og teknisk indsigt. Hans foretagsomhed var meget stor, præget af nytænkning og opfinderlyst, og han var ophavsmand til en række små og store opfindelser, alle gjort inden for områder, der kunne forbedre og lette det praktiske liv. Som følge af denne foretagsomhed blev han i 1760 medlem af Det Kongelige Norske Videnskabers Selskab, der var dannet samme år i Trondheim. I dette forum foreviste han mange af sine opfindelser, der også af og til blev solgt på selskabets auktioner. Blandt hans opfindelser var en luftpumpe og et mandskabsbesparende tærskeværk. Også musikinstrumenter opfandt og byggede han: i 1746 et cembalo da gamba verticale, i 1751 et klaver med pedal og i 1752 et Monochordon Unicum. Han oprettede den første vejrstation i Norge i 1761, hvor han foretog systematiske målinger af temperatur og lufttryk. I 1763 blev han udnævnt som overbrandmester og i 1778 som vandinspektør ved det nyåbnede vandværk, som han havde ført tilsyn med under opførelsen.
Han komponerede en hel del, men kun få af hans værker er bevarede, blandt andet 3 symfonier i D-dur for orkester, 6 cembalokoncerter, 1 violinkoncert i A-dur, 6 menuetter for violin og basso continuo, 8 menuetter for cembalo, 1 sonatine for cembalo og 1 kantate fra 1787 (til indvielsen af ny latinskole).
Johan Daniel Berlin havde ni børn, hvoraf følgende kendes:
- Johan Andreas (1734-72), komponist
- Johan Henrich (1741-1807), organist
- Christian Frederik (født 1744)
- Alexander (født 1745)
- Ulrik (født 1746)
- Mathias (født 1747), guldsmed
- Johan Daniel (1749-91), stadsmusikant

Ved hans død blev der ved Det Kongelige Norske Videnskabers Selskab opført en sørgekantate. Han efterlod sig en opsigtsvækkende stor samling af videnskabelige instrumenter, musikinstrumenter samt en stor bogsamling.

## Værker
I 1977 udgav Bjarne Kortsen (red.) The Collected Works of Johan Daniel Berlin.
1. Værk for cembalo:
  1. Sonatine i d-moll
  2. Allegro
  3. Aria
  4. menuetter nr. 15, nr. 18, nr. 40, nr. 45, nr. 48, nr. 49.
2. Orkesterværk
  1. Sinfonia nr. 1.
  2. Sinfonia nr. 2.
  3. Sinfonia nr. 3.
  4. Fiolinkonsert i A-dur.

### Fodnoter
1. ↑  Christopher Hogwood: "The Copenhagen Connection," Fund og Forskning, 46. del (2007), s. 105-143.
2. ↑  En viola da gamba med klaviatur
3. ↑  Et monochord til brug for tempereret stemning, omtalt i ovennævnte skrift "Anleitung zur Tonometrie, oder Wie man durch Hülfe der logarithmischen Rechnung nach der geometrischen Progressionsrechnung die so genannte gleichschwebende musikalische Temperatur leicht und bald ausrechnen kann"
4. ↑  Musikkmanuskriptene etter Johan Daniel Berlin og Johan Henrik Berlin Arkiveret 1. november 2012 hos  Wayback Machine.